# Frank Henry Greteman
Frank Henry Greteman (* 25. Dezember 1907 in Willey, Iowa, USA; † 21. März 1987 in Sioux City) war Bischof von Sioux City.

## Leben
Frank Henry Greteman erwarb 1929 einen Bachelor of Arts am Loras College in Dubuque. Greteman setzte seine Studien am Päpstlichen Nordamerika-Kolleg in Rom fort. Er empfing am 8. Dezember 1932 das Sakrament der Priesterweihe für das Bistum Sioux City. 1933 erwarb Frank Henry Greteman ein Lizenziat im Fach Katholische Theologie.
Anschließend war er bis 1935 Kurat der St. Augustine Church in Spokane, Washington. 1937 erwarb Frank Henry Greteman an der Katholischen Universität von Amerika in Washington, D.C. ein Lizenziat im Fach Kirchenrecht. 1937 wurde er Pfarrer Assumption Church in Merrill. Greteman war von 1941 bis 1950 Pfarrer der Pfarrei St. Michael in Sioux City, von 1950 bis 1964 Pfarrer der Pfarrei Saints Peter and Paul in Carroll und von 1964 bis 1965 Pfarrer der Pfarrei Holy Spirit in Carroll. 1953 wurde ihm von Papst Pius XII. der Ehrentitel eines Päpstlichen Hausprälaten verliehen. 1965 wurde Frank Henry Greteman Generalvikar des Bistums Sioux City.
Am 14. April 1965 ernannte ihn Papst Paul VI. zum Titularbischof von Vissalsa und bestellte ihn zum Weihbischof in Sioux City. Der Apostolische Delegat in den Vereinigten Staaten, Erzbischof Egidio Vagnozzi, spendete ihm am 26. Mai desselben Jahres die Bischofsweihe; Mitkonsekratoren waren der Erzbischof von Dubuque, James Joseph Byrne, und der Bischof von Sioux City, Maximilian Mueller.
Am 15. Oktober 1970 ernannte ihn Paul VI. zum Bischof von Sioux City. Papst Johannes Paul II. nahm am 17. August 1983 das von Frank Henry Greteman aus Altersgründen vorgebrachte Rücktrittsgesuch an.
Frank Henry Greteman nahm an der vierten Sitzungsperiode des Zweiten Vatikanischen Konzils teil.